# Karesuando
Karesuando (en finlandés: Kaaresuvanto o Karesuvanto, en sami: Karesuanto, Gárasavvon o Karasavvon) es la localidad más septentrional de Suecia. Está situado en el municipio de Kiruna, provincia de Norrbotten. Contaba con 303 habitantes en 2010 y 350 en 2011.
Se encuentra frente a la localidad finlandesa de Karesuvanto, divididas ambas por la frontera en el ro Muonio. Según la tradición finlandesa, ambas son la misma aldea. El área es tradicionalmente finlandesa, y la frontera se dibujó por razones políticas en 1809, cuando Suecia perdió en la guerra finlandesa contra Rusia.
La iglesia local fue erigida en 1816 y restaurada entre 1953 y 1954. Aquí residió Lars Levi Læstadius (1800-1861). pastor luterano que desde mediados de los 1840s fue líder del Movimiento Laestadiano.
En los meses de agosto se puede observar la aurora boreal.
Es atravesada por la ruta europea E45 que une Noruega con Italia.

## Clima
| Parámetros climáticos promedio de Karesuando, 1961-1990 | Parámetros climáticos promedio de Karesuando, 1961-1990 | Parámetros climáticos promedio de Karesuando, 1961-1990 | Parámetros climáticos promedio de Karesuando, 1961-1990 | Parámetros climáticos promedio de Karesuando, 1961-1990 | Parámetros climáticos promedio de Karesuando, 1961-1990 | Parámetros climáticos promedio de Karesuando, 1961-1990 | Parámetros climáticos promedio de Karesuando, 1961-1990 | Parámetros climáticos promedio de Karesuando, 1961-1990 | Parámetros climáticos promedio de Karesuando, 1961-1990 | Parámetros climáticos promedio de Karesuando, 1961-1990 | Parámetros climáticos promedio de Karesuando, 1961-1990 | Parámetros climáticos promedio de Karesuando, 1961-1990 | Parámetros climáticos promedio de Karesuando, 1961-1990 |
| Mes                                                     | Ene.                                                    | Feb.                                                    | Mar.                                                    | Abr.                                                    | May.                                                    | Jun.                                                    | Jul.                                                    | Ago.                                                    | Sep.                                                    | Oct.                                                    | Nov.                                                    | Dic.                                                    | Anual                                                   |
| ------------------------------------------------------- | ------------------------------------------------------- | ------------------------------------------------------- | ------------------------------------------------------- | ------------------------------------------------------- | ------------------------------------------------------- | ------------------------------------------------------- | ------------------------------------------------------- | ------------------------------------------------------- | ------------------------------------------------------- | ------------------------------------------------------- | ------------------------------------------------------- | ------------------------------------------------------- | ------------------------------------------------------- |
| Temp. máx. abs. (°C)                                    | 7.2                                                     | 6.2                                                     | 10.5                                                    | 15.5                                                    | 27.2                                                    | 32.2                                                    | 32.5                                                    | 29.1                                                    | 24.0                                                    | 16.0                                                    | 9.0                                                     | 6.5                                                     | 32.5                                                    |
| Temp. máx. media (°C)                                   | -11.2                                                   | -9.7                                                    | -4.8                                                    | 0.8                                                     | 7.4                                                     | 14.7                                                    | 17.3                                                    | 14.6                                                    | 8.8                                                     | 1.5                                                     | -5.3                                                    | -9.0                                                    | 2.1                                                     |
| Temp. media (°C)                                        | -16.0                                                   | -14.6                                                   | -10.0                                                   | -3.7                                                    | 3.4                                                     | 10.3                                                    | 12.8                                                    | 10.4                                                    | 5.0                                                     | -1.6                                                    | -9.1                                                    | -14.0                                                   | -2.3                                                    |
| Temp. mín. media (°C)                                   | -21.2                                                   | -19.8                                                   | -15.6                                                   | -8.7                                                    | -0.7                                                    | 6.2                                                     | 8.4                                                     | 6.3                                                     | 1.4                                                     | -4.8                                                    | -13.3                                                   | -18.9                                                   | -6.7                                                    |
| Temp. mín. abs. (°C)                                    | -49.0                                                   | -48.1                                                   | -42.8                                                   | -36.5                                                   | -22.0                                                   | -4.0                                                    | -1.0                                                    | -4.6                                                    | -12.0                                                   | -28.6                                                   | -38.0                                                   | -42.0                                                   | -49.0                                                   |
| Precipitación total (mm)                                | 23                                                      | 19                                                      | 23                                                      | 23                                                      | 28                                                      | 42                                                      | 75                                                      | 63                                                      | 45                                                      | 44                                                      | 34                                                      | 24                                                      | 443                                                     |
| Horas de sol                                            | 5                                                       | 62                                                      | 139                                                     | 183                                                     | 232                                                     | 266                                                     | 243                                                     | 159                                                     | 110                                                     | 67                                                      | 18                                                      | 0                                                       | 1484                                                    |
| Fuente:                                                 |                                                         |                                                         |                                                         |                                                         |                                                         |                                                         |                                                         |                                                         |                                                         |                                                         |                                                         |                                                         |                                                         |